# Dorthe Kristoffersen
Dorthea „Dorthe“ Rebekka Augusta Kristoffersen (geb. Jakobsen; * 4. Januar 1906 in Atammik; † 1976) war eine grönländische Künstlerin.

## Leben
Dorthe Kristoffersen war die Tochter des Jägers Pavia Johannes Timotheus Jakobsen (1870–?) und seiner Frau Bertheline Augustine Thamar Poulsen (1878–?). Am 11. September 1927 heiratete sie in Nuuk Kristoffer Kristoffersen (1902–1970). Gemeinsam mit ihren Kindern Simon (1933–1990), Sara (1937–2008), K'itura (* 1939) und Karl (* 1943) bildete das Ehepaar eine Künstlerfamilie, die mit Specksteinfiguren arbeitete.
In Dorthe Kristoffersens Skulpturen wurde das grönländische Familienleben dargestellt. In anderen zeigte sie die Sassuma arnaa, sie war also auch durch die Mythologie inspiriert. Ihre Werke ähneln solchen, die aus der Dorset-Kultur überliefert sind, mit wenig detaillierten Gesichtern und einer markanten Nasenwurzel. Ihre Werke wurden in Dänemark ausgestellt und befinden sich dauerhaft im Grönländischen Nationalmuseum. Dorthe Kristoffersen starb 1976 im Alter von 70 Jahren.